# Kasem Qafëzezi
Kasem Qafëzezi (ur. 1881 we wsi Qafëzezi, Okręg Kolonja, zm. 29 września 1931 w Beracie) – albański polityk i podpułkownik armii albańskiej, minister obrony w roku 1924.

## Życiorys
Ukończył Akademię Wojskową w Stambule, a w latach 1889–1910 służył w armii osmańskiej. W 1908 został skierowany do garnizonu w Janinie, a następnie do Tepeleny. Od 1912 współpracował z Ismailem Qemalem i brał udział w tworzeniu pierwszych jednostek żandarmerii albańskiej. Od 1912 brał udział w walkach z powstańcami greckimi na południu Albanii
W 1920 podległe mu oddziały ochraniały obrady kongresu w Lushnji, który przywrócił państwowość albańską, a następnie uczestniczył w walkach z Włochami o Wlorę, wchodząc w skład sztabu powstańców albańskich. W latach 1920–1924 pełnił służbę w armii albańskiej. W czerwcu 1924 był komendantem garnizonu w Përmecie, w stopniu podpułkownika. Po zamachu stanu, zorganizowanym przez zwolenników Fana Noliego, Qafëzezi przyłączył się do rebeliantów i 10 czerwca zajął na czele wiernych mu jednostek stolicę kraju. W tym samym miesiącu otrzymał stanowisko ministra obrony. Był przeciwnikiem zmian ustrojowych w kraju i rozdziału ziemi obszarniczej. Po upadku rządu Noliego w grudniu 1924 uciekł z Albanii do Włoch. W 1927 powrócił do kraju korzystając z dobrodziejstwa amnestii i ostatnie lata życia spędził w Beracie, gdzie zmarł.
Imię Qafëzeziego nosi ulica w tirańskiej dzielnicy Yzberisht.